# صف‌سر
صف‌سر، محله‌ای است در رشت در استان گیلان ایران.
منطقه ۴ شهر رشت با ۱۱ محله شامل عینک، ولکس، حمیدیان، نخودچر، کوی معلولین، صف‌سر، سیاه‌اسطخل، سلیمانداراب، پاسکیاب و… یکی از وسیع‌ترین نواحی شهری استان گیلان از نظر جمعیت و تراکم سکونتگاه‌های غیررسمی به‌شمار می‌رود.
در دل کلانشهر رشت، منطقه‌ای به وسعت بیش از یک هزار هکتار، سال‌هاست در حاشیه توسعه قرار گرفته است. ساکنان این محلات اغلب با درآمدهای پایین، اشتغال در مشاغل ناپایدار، ضعف خدمات زیربنایی، ناایمنی محیطی و فقر امکانات آموزشی، درمانی، فرهنگی و تفریحی مواجه‌اند.
در کنار این چالش‌ها، آلودگی زیست‌محیطی ناشی از تخلیه فاضلاب و زباله، ساخت‌وسازهای غیرمجاز، نبود شبکه‌های دفع آب‌های سطحی و بروز بزهکاری‌های شهری، زندگی را برای هزاران خانوار در این منطقه دشوار کرده است.

## جمعیت
براساس سرشماری مرکز آمار ایران در سال ۱۳۸۵، جمعیت آن ۸۳۵ نفر (۲۱۳خانوار) بوده است.